# Place Georges-Moustaki
La place Georges-Moustaki est une voie située dans le 5e arrondissement de Paris. Elle comprend une fontaine en son centre.

## Situation et accès
La place est située à l'intersection de la rue Censier, la rue Mouffetard, la rue de Bazeilles et la rue Pascal, sur le parvis de l'église Saint-Médard.

La place en 2025
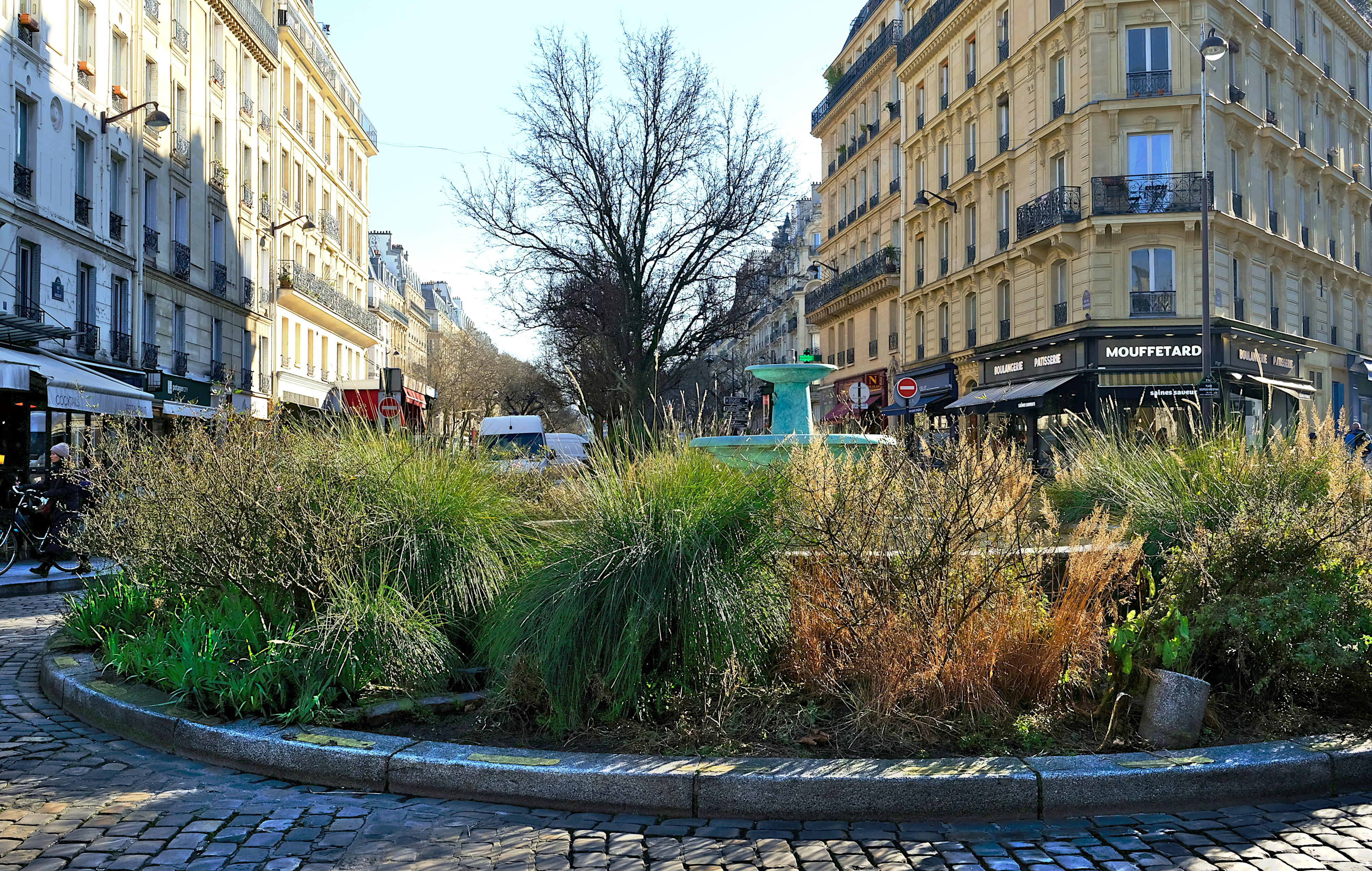
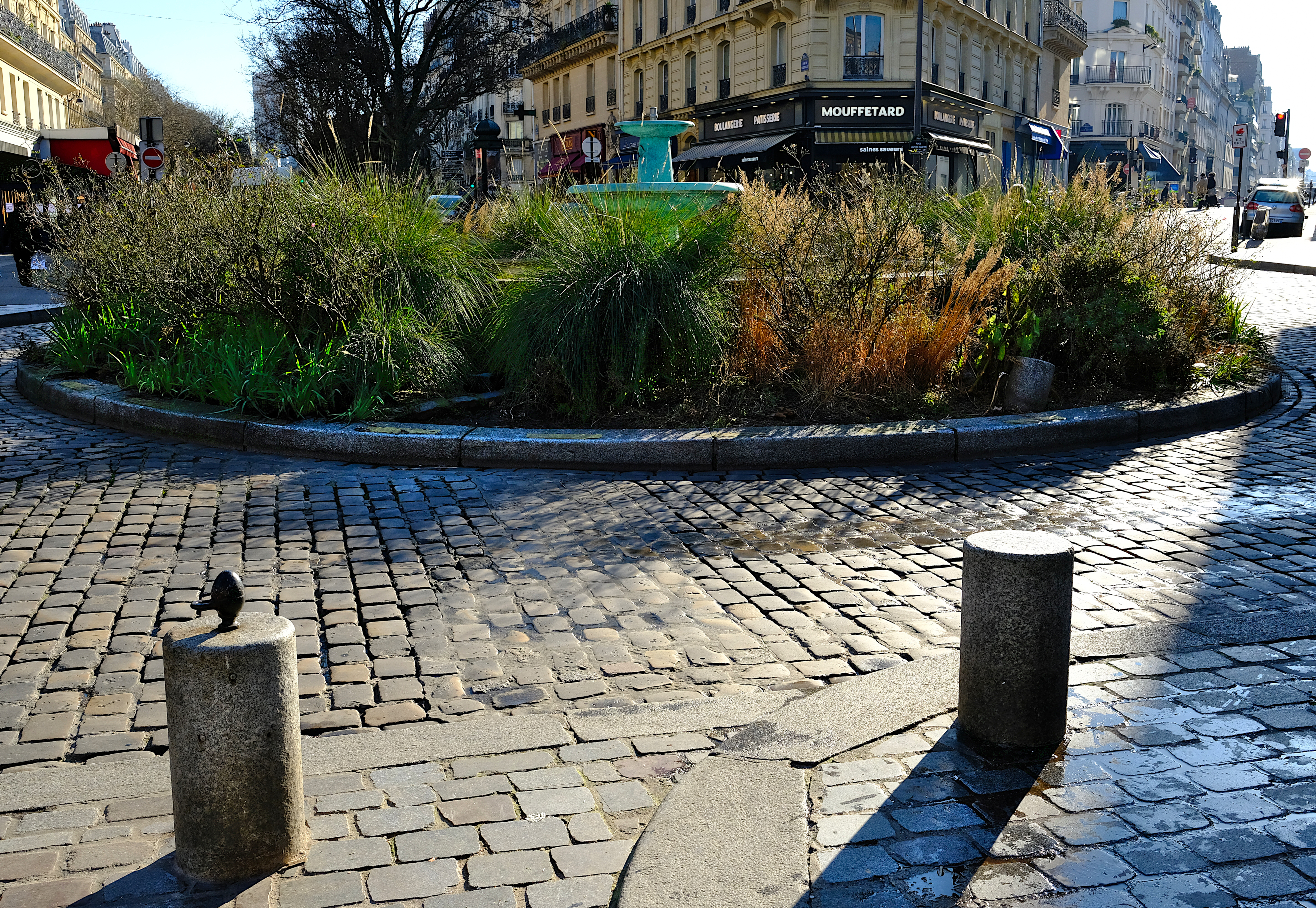

## Origine du nom
Cette place porte le nom du chanteur Georges Moustaki (1934-2013).

## Historique

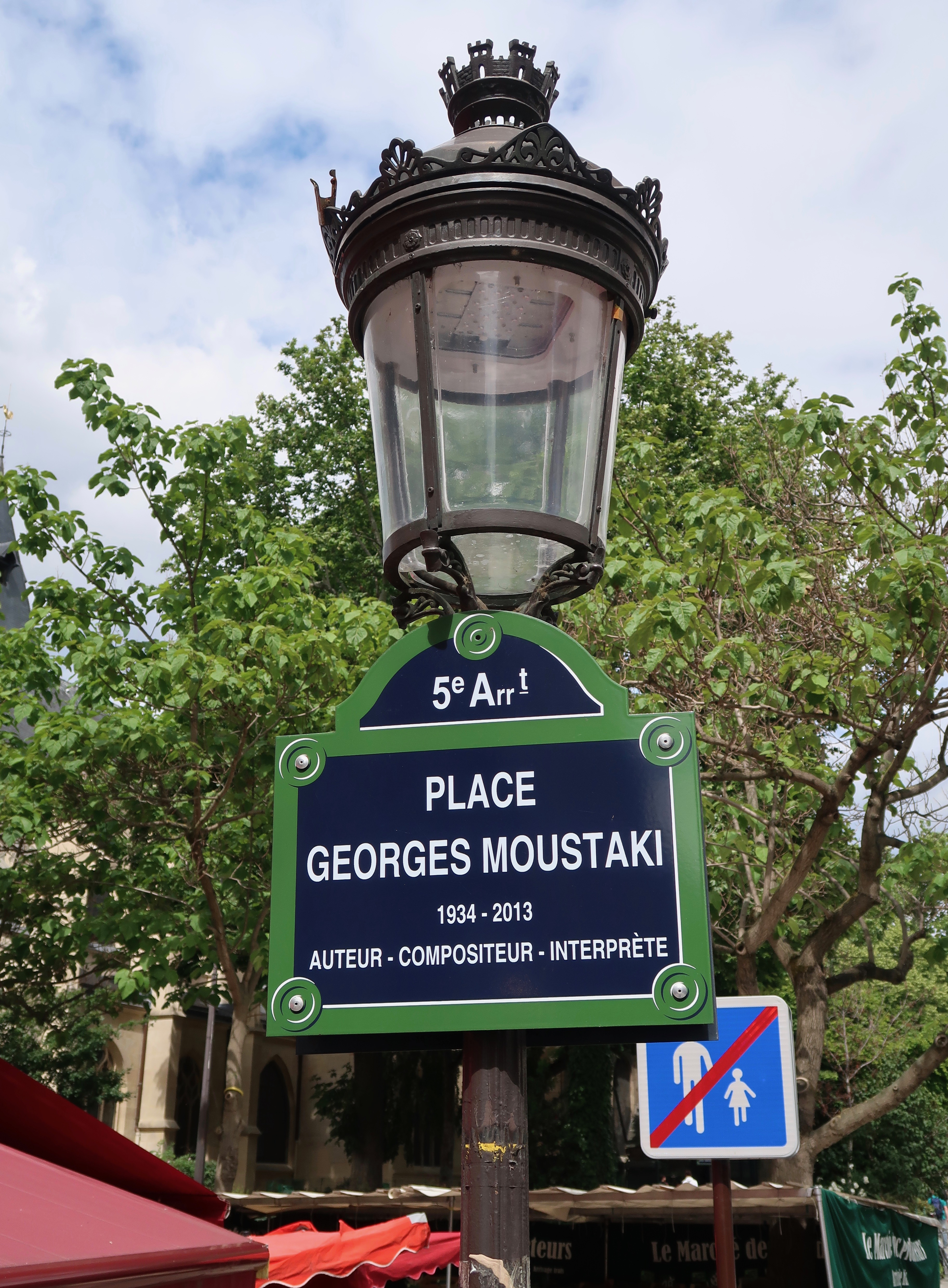
Plaque de la place.

En décembre 2016, le Conseil de Paris adopte une délibération portant sur la dénomination d’une « place Georges-Moustaki ». Elle est officiellement inaugurée le 23 mai 2017.